# 凱里山脈
72°53′S 62°37′W / 72.883°S 62.617°W
凱里山脈（英語：Carey Range）是南極洲的山脈，位於帕爾默地，處於莫斯比冰川和芬頓冰川之間，長65公里、寬10公里，海拔高度1,700米，美國地質調查局根據該國海軍的空中照片繪入地圖，現時由南極條約體系管理。